# Tesla (glazbeni sastav)
Tesla je američki hard rock sastav osnovan u Sacramentu 1984. godine. Prodali su više od 16 milijuna albuma u SAD-u do 2008. godine.

## Pozadina

### Sastav iMechanical Resonance(1984. – 1988.)
Sastav je osnovan u Sacramentu kao City Kidd, ali je kasnije preimenovan u Tesla za vrijeme snimanja njihovog prvog albuma Mechanical Resonance iz 1986. godine. Savjet im je dao njihov menadžer kazavši kako City Kidd nije dobro ime. Sastav je promijenio ime, album, neke naslove pjesama i sadržaje pjesama koje se odnose na Nikolu Teslu, izumitelja i elektroinženjera rođenog u 19. stoljeću.
Originalna postava sastava sadrži članove:
- Jeff Keith – vokal
- Frank Hannon – prva gitara
- Tommy Skeoch – ritam gitara
- Brian Wheat – bas-gitara
- Troy Luccketta – bubnjevi.

Glazba sastava Tesla, je uglavom opisivana kao heavy metal, ali najbolji opis je hard rock s malo bluesa. Teme tekstova pjesama su često bile puno drugačije od onih koje su bile popularne u heavy metalu, pogotovo u '80-ima, na početku njihove karijere. Sljedeća razlika između njih i njihovih suvremenika bile su njihove majice i hlače koje su prikazivale sastav kao glam metal skupinu toga vremena, čije su karakteristike bile duga kosa, kožne hlače i šminka. Također, u ranijim danima karijere, sastav je često bio na turnejama s Davidom Lee Rothom, Def Leppardom i Poisonom, što je krivo rezultiralo kategoriziranjem sastava od strane mnogih kao glam metal sastav. Članovi sastava su ismijavali ovakvo karakteriziranje. Skupina Tesla je uvijek bila ponosna na to što je njihova glazba samo gitare i bubnjevi, s povremenim dionicama klavira kojeg je svirao gitarist Frank Hannon i/ili basist Brian Wheat, bez zvuka sintisajzera ili bilo čega što bi izobličilo njihov zvuk.

### The Great Radio ControversyiPsychotic Supper(1989. – 1993.)
Prošle su tri godine kada je sastav izdao svoj drugi album, The Great Radio Controversy. Album je pomogao sastavu u izgradnji njihove reputacije kod obožavatelja. Na istom albumu nalazi se i njihov hit "Love Song"
1990. godine, sastav Tesla objavio je uživo album Five Man Acoustical Jam, s akustičnim prijevodima pjesama kao što su: "Cumin' Atcha Live", "Gettin' Better", "Modern Day Cowboy" i "Love Song"
1991. godine sastav je izdao njihov treći studijski album Psychotic Supper. Smatraju da je to njihov najbolji album. 1998. godine japansko reizdanje albuma sadrži tri prethodno neobjavljene pjesme "Rock the Nation", "I Ain't Superstitious", i "Run Run Run".

### Bust a Nuti praznina (1994. – 1999.)
1994. godine sastav je izdao svoj četvrti studijski album Bust a Nut. 1998. godine, japansko reizdanje sadrži prethodno neobjevljenu cover skladbu od Led Zeppelina,  "The Ocean".

### Ponovno okupljanje (2000.-danas)
Nakod pauze od šest godina, sastav se ponovo okupio i snimio dupli uživo album Replugged Live. 2002. godine bili su dio turneje Rock Never Stops Tour, zajedno s drugim sastavima iz 1980-ih.
2004. godine izdaju svoj peti studijski album Into the Now koji je debitirao na Billboardovoj listi na #30. Album je dobro prihvaćen od strane publike, a sastav ga je javno predstavio na Jimmy Kimmel Live!.
U ljeto 2006. godine, sastav odlazi na turneju, a sljedeću izjavu objavljuju na svojim internet stranicama: "Voljeli bismo da nam se pridružite u dobrodošlici našem novom gitaristu Daveu Rudeu, koji će s nama na put na 2006 Electric Summer Jam Tour jer Tommy Skeoch neće više nastupati s nama. Molimo vas da nam se pridružite u čestitkama Tommyu i njegovoj supruzi na rođenju njihovog malog dječaka. Želimo cijeloj obitelji sve najbolje".
Članak u Desert Morning Newsu (16. lipnja 2006.) u kojem je bio intervju s Wheatom riješio je čitavu situaciju. Wheat je rekao: "Turneja je također prilika da predstavimo najnovijeg člana sastava, gitaristu Davea Rudea, koji je zamijenio Tommya Skeocha. Skeoch je bio/nije bio u sastavu od 1994. godine, zbog govorkanja o konzumiranju opojnih sredstava. Ali s novim novorođenčetom kod kuće, Skeochov izlazak iz sastava je konačan. On je želio provesti više vremena sa svojom obitelji svih ovih godina. Teško je. On će uvijek biti dio povijesti Tesle". 
Iako je Skeoch izjavio u intervjuu za "Classic Metal Show", da je želio provesti više vremena s obitelji bila samo "službena" izjava, i da je otišao iz sastava zbog drugih razloga. Skeoch je rekao: "Ja nikad ne kažem nikada; tko zna, možda se vratim jednog dana.
"Cumin' Atcha Live" pojavila se 2002. godine u videoigri Grand Theft Auto: Vice City.
Tesla je izdala album s obradama nazvan Real to Reel, koji je objavljen 5. lipnja 2007. godine. Album se sastoji od dva CD-a. Prvi CD (13 pjesama) prodan je u kutiji s praznim mjestom za drugi CD. Drugi CD (12 pjesama) je bio dostupan obožavateljima koji dođu na koncerte u SAD, bez dodatne naplate uz kartu za koncert. Drugi CD također je bio dostupan u Classic Rock časopisu kolovozu u Europi.
11. kolovoza 2008. izjavljeno je da će Teslin sljedeći album, nazvan Forever More biti izdan 7. listopada. 18. kolovoza 2008. godine sastav je pustio prvi singl s tog albuma "I wanna live" na radiopostaje širom svijeta. Nakon toga, 1. listopada krenuli su na svjetsku turneju.

## Članovi sastava

### Trenutačni članovi
- Jeff Keith – vokal (1984. – 1994., 2000.–danas)
- Frank Hannon – gitara, klavir, orgulje, prateći vokali (1984. – 1994., 2000.–danas)
- Dave Rude – gitara, prateći vokali (2006.–danas)
- Brian Wheat – bas-gitara, klavir, prateći vokali (1984. – 1994., 2000.–danas)
- Troy Luccketta – bubnjevi, udaraljke (1984. – 1994., 2000.–danas)

### Bivši članovi
- Tommy Skeoch – gitara, prateći vokal (1984. – 1994., 2000. – 2006.)

## Diskografija

### Studijski albumi
- 1986. Mechanical Resonance
- 1989. The Great Radio Controversy
- 1991. Psychotic Supper
- 1994. Bust a Nut
- 2004. Into the Now
- 2007. Real to Reel
- 2007. Real to Reel, Vol. 2
- 2007. A Peace of Time
- 2008. Forever More

### Uživo albumi
- 1990. Five Man Acoustical Jam
- 2001. Replugged Live
- 2002. Standing Room Only

### Kompilacije
- 1995. Times Makin' Changes - The Best of Tesla'
- 2001. 20th Century Masters - The Millennium Collection: The Best of Tesla'
- 2008. Time Machine

### Video
- 1990. Tesla - Five Man Video Band
- 1995. Time's Makin' Changes: The Videos & More
- 2008. Comin' Atcha Live! 2008

## Vanjske poveznice
- Službene stranice sastava Tesla
- Službene stranice Franka Hannona